# كورت هاجر
كورت هاجر (بالألمانية: Kurt Hager)‏ (و. 1912 – 1998 م) هو سياسي، وصحفي، وأستاذ جامعي من ألمانيا، وألمانيا الشرقية، ولد في بيتيغهايم-بيسينغن، كان عضوًا في الحزب الشيوعي الألماني، توفي في برلين، عن عمر يناهز 86 عاماً.

## مناصب
تولى منصب عضو في مجلس الشعب ‏
.

## التعليم
تعلم في جامعة هومبولت في برلين
.

## جوائز
حصل على جوائز منها:
- نيشان الصداقة  [لغات أخرى]‏ (21 أبريل 1987)[4]
- نيشان كارل ماركس
- بطل العمل  [لغات أخرى]‏
- وسام الراية الحمراء من حزب العمال
- Hans Beimler Medal [الإنجليزية]‏
- وسام الاستحقاق الوطني الذهبي
- راية العمل [الإنجليزية]‏
- وسام صداقة الشعوب

## روابط خارجية
- كورت هاجر على موقع مونزينجر (الألمانية)